# Sluis Limmel

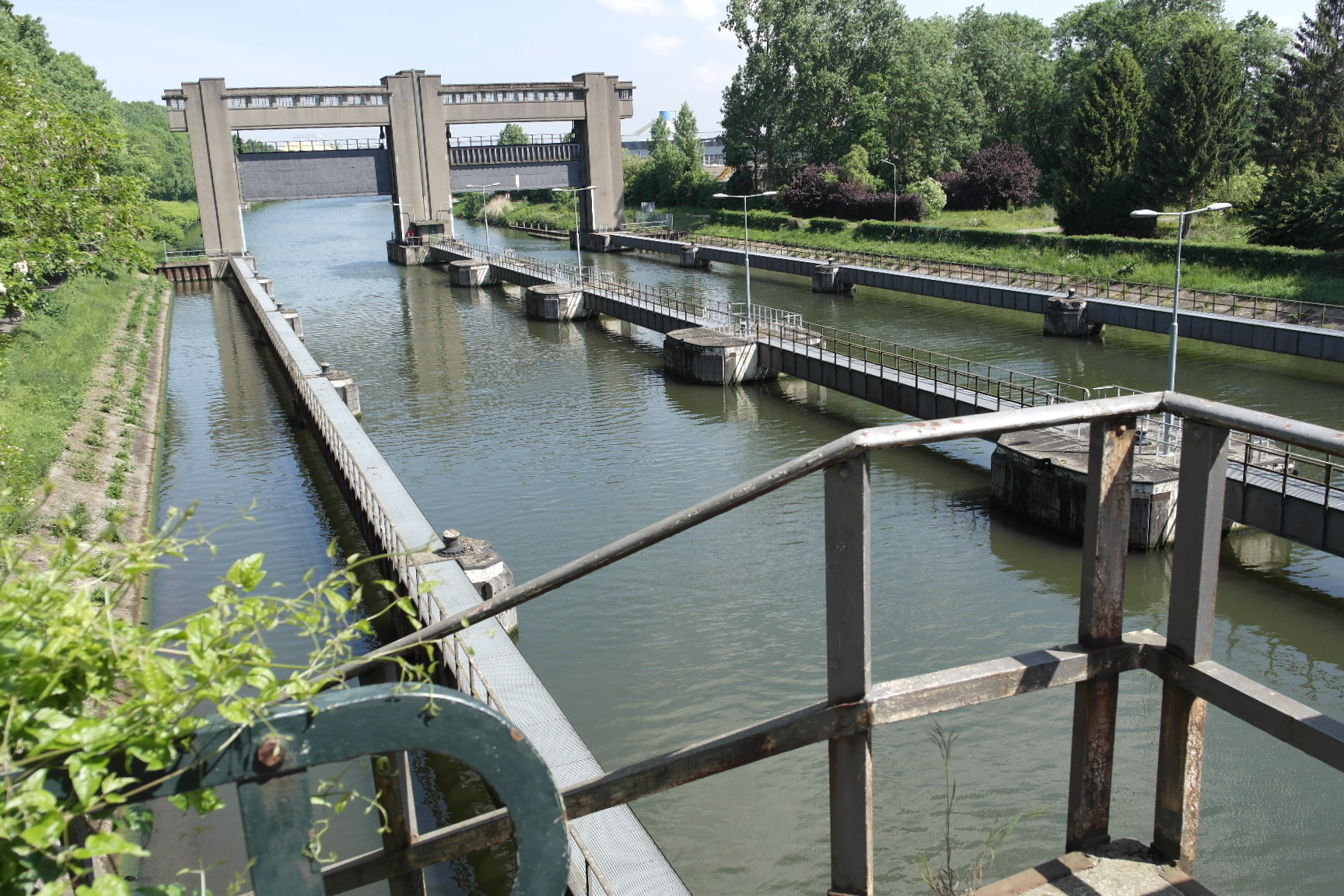
Sluis Limmel

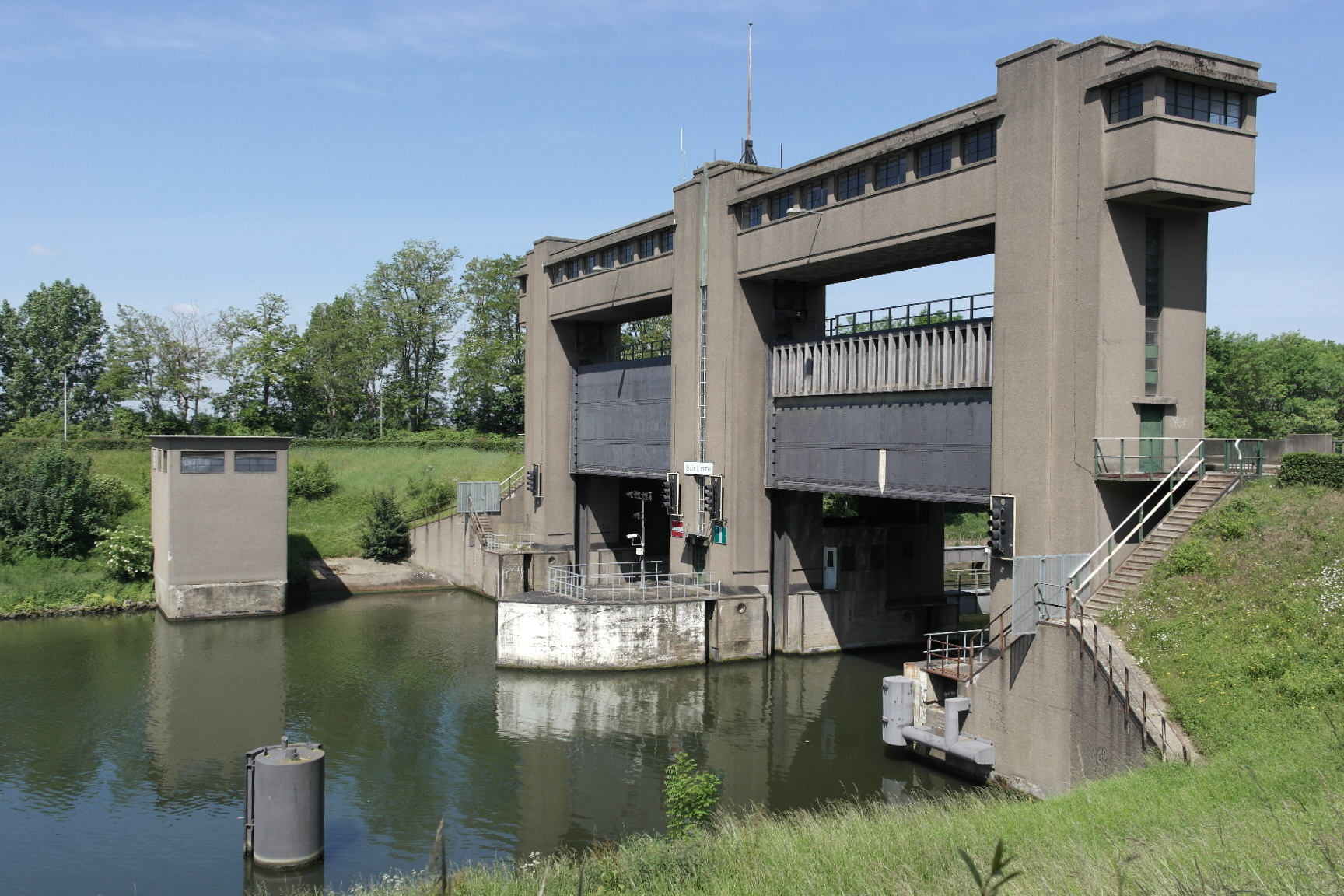
Heftorens

Sluis Limmel was een sluizencomplex in het Julianakanaal te Maastricht van twee sluizen naast elkaar. Het was een van de sluizen over de lengte van het kanaal, dat in 1934 gereedkwam, welke samen een verval van 23 meter moesten overbruggen. Ten zuidwesten van de sluis ligt in de Maas het Stuw- en sluiscomplex Borgharen.
Het sluizencomplex is volledig gesloopt en dus verdwenen. Een nieuwe keersluis is er voor in de plaats gekomen. Zie hieronder.
De sluizen stonden gewoonlijk open, er werd in Limmel met de twee sluizen alleen geschut bij afvoeren van de Maas groter dan ca. 1300 m3/s of 1200 m3/s (gemeten bij de Sint-Pietersberg in Maastricht), NAP +44,00 m. Dit was afhankelijk van de waterstand bovenstrooms. Er werd geschut totdat een afvoer van 1700 m3/s is bereikt. Vanaf 1700 m3/s ging de sluis helemaal dicht.
De maximaal toegestane afmetingen van de te schutten schepen waren: lengte 137,50 m, breedte 14,00 m en diepgang 3,00 m. 
Voor beide sluizen gold:  
- KM 7,31 totale lengte (kolk en sluishoofden) 178 m, kolklengte 136,00 m, kolkwijdte 16,00 m, niveau kolkvloer, de drempeldiepte, NAP +40,20 m, hoogte hefdeuren in geheven stand NAP +51,7 m (SP +7,07 m).[3]
- Niveau bovenzijde bovenhoofd (Maas) NAP +47,07 m.
- Niveau bovenzijde deur bovenhoofd (Maas) NAP +47,01 m.
- Niveau bovenzijde benedenhoofd (Julianakanaal)  NAP +46,07 m.
- Niveau bovenzijde deur benedenhoofd (Julianakanaal) NAP +45,17 m.

Er lag een vaste brug over het bovenhoofd, wijdte 16,00 m, doorvaarthoogte NAP +52,30 m, (SP +8,30 m)
De sluizen konden via de marifoon worden aangeroepen op VHF-kanaal 20.

## Nieuwe sluis
Tussen 2016 en 2018 is een nieuwe keersluis met maar een kolk gebouwd, waarmee het schutregime gaat verdwijnen. In de toekomst gaat de keersluis dicht bij 1700 m³/s, maar hoeft er bij een afvoer van 1200 m³/s tot 1700 m³/s niet meer geschut te worden. Door de ingrepen aan de Grensmaas duurt het namelijk langer voordat een hoge waterstand bereikt is. Het stroombed van de Maas is in Itteren, Borgharen en Geulle aan de Maas verbreed en ook zijn de oevers verlaagd. Het onbevaarbare deel van de Maas heeft daarmee meer ruimte gekregen en kan hierdoor hogere afvoeren aan.